# Rayna Kasabova
Rayna Kasabova (cirílico: Райна Касабова, Karlovo, 1 de maio de 1897 - 25 de maio de 1969) foi uma aviadora da Bulgária, piloto da força aérea e a primeira mulher a participar num combate aéreo.
Aos 15 anos de idade, durante a Primeira Guerra dos Balcãs, juntou-se à Força Aérea Búlgara e voou sobre Edirne lançando folhetos de propaganda em língua turca.
O glaciar Kasabova na Costa de Davis na Terra de Graham na Península Antártica, na Antártida, recebeu o seu nome em homenagem a Rayna Kasabova.